# Hybridantenne

Hybridantenne 30–7000 MHz

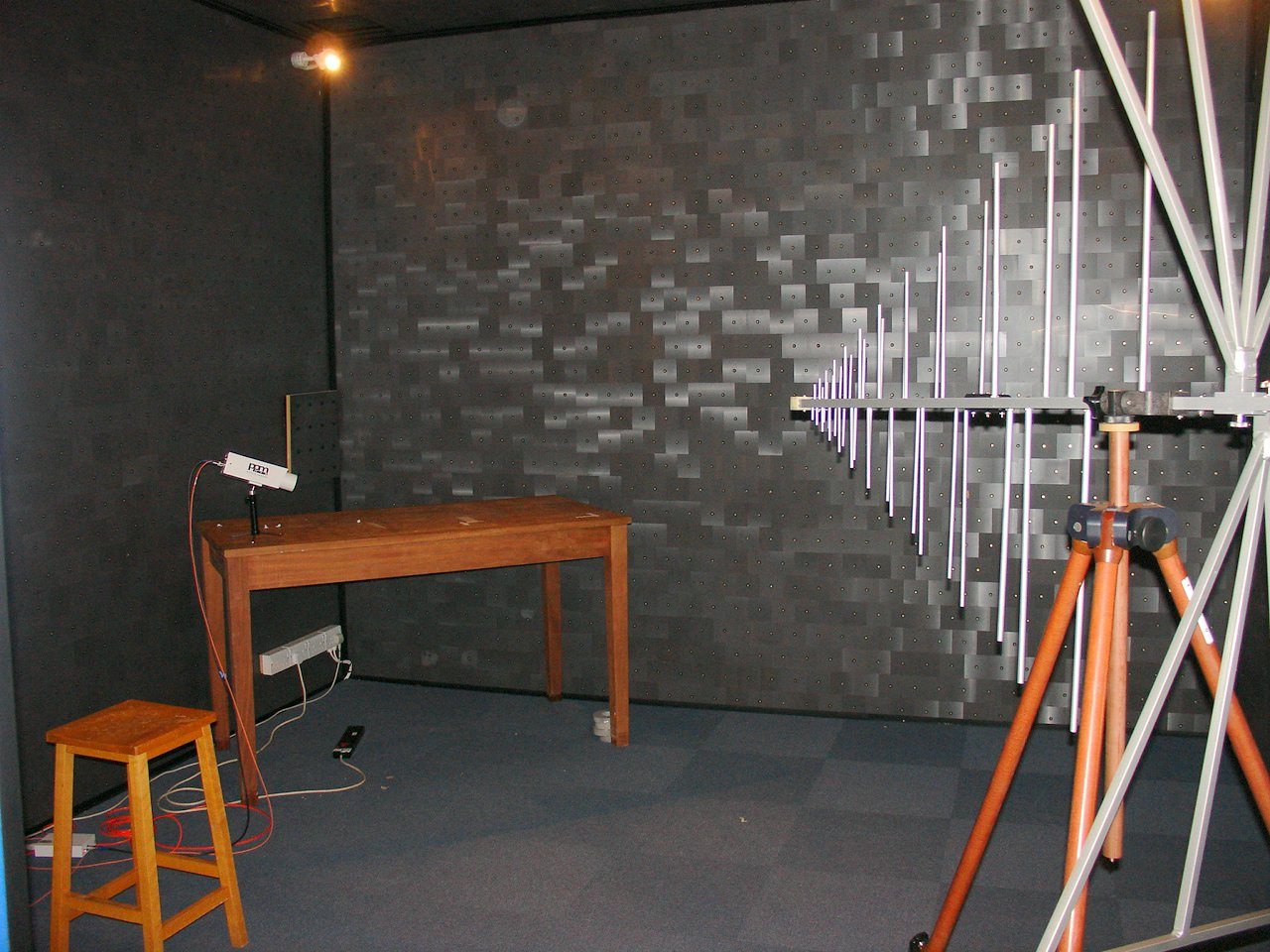
EMV-Testkammer mit Hybridantenne (rechts)

Eine Hybridantenne ist eine Antennenbauform, welche aus einem Breitbanddipol für tiefe Frequenzen und einer logarithmisch-periodischen (LPDA) Breitbandantenne für hohe Frequenzen besteht. Hybridantennen werden für Messungen zur elektromagnetischen Verträglichkeit (EMV) verwendet. Sie wurden Ende der 1980er Jahre entwickelt und haben inzwischen eine sehr bedeutende Rolle in der EMV-Messtechnik  eingenommen. Neueste Entwicklungen überstreichen einen Frequenzbereich von 25 MHz bis über 6 GHz hinaus.